# أكي يوهانسون
أكي يوهانسون (بالسويدية: Åke "Bajdoff" Johansson)‏ (مواليد 19 مارس 1928) هو لاعب كرة قدم. يلعب مع منتخب السويد لكرة القدم. سبق له أن لعب في كأس العالم لكرة القدم مع منتخب بلاده.

## روابط خارجية
- أكي يوهانسون على موقع الاتحاد الدولي (مؤرشف)  (الإنجليزية)
- أكي يوهانسون على موقع اتحاد السويد (السويدية)
- أكي يوهانسون على موقع قاعدة بيانات كرة القدم.إي يو (الإنجليزية)
- أكي يوهانسون على موقع قاعدة بيانات كرة القدم.إي يو (الإنجليزية)
- أكي يوهانسون على موقع ناشيونال فوتبول تيمز (الإنجليزية)
- أكي يوهانسون على موقع عالم كرة القدم.نت (الإنجليزية)
- أكي يوهانسون على موقع EliteProspects.com (الإنجليزية)